# باشگاه فوتبال اود
باشگاه فوتبال اود (انگلیسی: Odds BK) یک باشگاه فوتبال در کشور نروژ است.
این باشگاه که در شهر شین قرار دارد در تاریخ ۳۱ مارس ۱۸۹۴ تأسیس شده است و سابقه ۱۲ قهرمانی در جام حذفی فوتبال نروژ دارد.